# Distrito de Santa Lucía (Tocache)
Santa Lucía es un distrito (municipio) situado en la provincia de Tocache, en el sur del departamento de San Martín, Perú. Tiene una población estimada, en 2023, de 5848 habitantes.

## Historia
Fue creado mediante la Ley n.º 31128 por aprobación del Congreso de la República, publicada en el diario oficial El Peruano durante el Gobierno del presidente Francisco Sagasti en 2021.